# The Plague Within
| Críticas profissionais | Críticas profissionais |
| Avaliações da crítica  | Avaliações da crítica  |
| Fonte                  | Avaliação              |
| ---------------------- | ---------------------- |
| About.com              | [ 2 ]                  |
| Metal Hammer           | (4.3/5)                |
| Metal Storm            | (4.3/5)                |
| Revolver               | [ 3 ]                  |
| sputnikmusic           | (3.8/5)                |
| The Quietus            | positive               |

The Plague Within é o décimo quarto álbum de estúdio da banda Paradise Lost, lançado pela Century Media em junho de 2015. O álbum marca um retorno ao estilo death/doom do início da carreira.

## Faixas
| N.º | Título                    | Duração |  |
| 1.  | "No Hope in Sight"        | 4:54    |  |
| 2.  | "Terminal"                | 4:28    |  |
| 3.  | "An Eternity of Lies"     | 5:58    |  |
| 4.  | "Punishment Through Time" | 5:13    |  |
| 5.  | "Beneath Broken Earth"    | 6:09    |  |
| 6.  | "Sacrifice the Flame"     | 4:42    |  |
| 7.  | "Victim of the Past"      | 4:29    |  |
| 8.  | "Flesh from Bone"         | 4:19    |  |
| 9.  | "Cry Out"                 | 4:31    |  |
| 10. | "Return to the Sun"       | 5:44    |  |

| Bônus da Edição japonesa |                                          |                  |         |  |
| N.º                      | Título                                   | Notas adicionais | Duração |  |
| 11.                      | "Victim of the Past" (versão orquestral) | gravada ao vivo  | 5:13    |  |

| CD bônus da Edição Deluxe |                                          |                  |         |  |
| N.º                       | Título                                   | Notas adicionais | Duração |  |
| 1.                        | "Fear of Silence"                        |                  | 3:59    |  |
| 2.                        | "Never Look Away"                        |                  | 5:17    |  |
| 3.                        | "Victim of the Past" (versão orquestral) | gravada ao vivo  | 5:13    |  |

## Créditos
Paradise Lost
- Nick Holmes – Vocal
- Gregor Mackintosh – Guitarra, Teclados
- Aaron Aedy – Guitarra
- Steve Edmondson – Baixo
- Adrian Erlandsson – Bateria

Participações
- Liam Byrne – Viola da Gamba (faixas 6 e 7)
- Daniel Quill – Violino (faixas 6 e 7)
- Heather Thompson – Vocal feminino (faixa 3)

Produção
- Jaime Gomez Arellano – Produção, Mixagem e Engenharia de áudio
- Zbigniew Bielak – Arte visual[9]

## Desempenho nas paradas
| Parada musical (2015)                 | Posições nas paradas |
| ------------------------------------- | -------------------- |
| Áustria (Ö3 Austria Top 40)           | 14                   |
| Bélgica (Ultratop Flandres)           | 21                   |
| Bélgica (Ultratop Valônia)            | 39                   |
| Países Baixos (Dutch Charts)          | 28                   |
| França (SNEP)                         | 53                   |
| Finlândia (Suomen virallinen lista)   | 4                    |
| Alemanha (Offizielle Deutsche Charts) | 7                    |
| Japão (Oricon)                        | 209                  |
| Portugal (AFP)                        | 24                   |
| Espanha (PROMUSICAE)                  | 50                   |
| Suécia (Sverigetopplistan)            | 49                   |
| Suíça (Schweizer Hitparade)           | 21                   |
| Reino Unido (UK Albums Chart)         | 51                   |